# Красовский, Николай Николаевич
Никола́й Никола́евич Красо́вский (7 сентября 1924, Екатеринбург — 4 апреля 2012, Екатеринбург) — советский и российский учёный в области математики и механики. Основатель крупной научной школы по теории оптимального управления и дифференциальных игр. Академик АН СССР и РАН. Герой Социалистического Труда (1974).

## Биография
Николай родился 7 сентября 1924 года в семье известного в городе врача Николая Арсеньевича Красовского (1868—1952).
С 1933 по 1941 год учился в свердловской школе № 1, окончил 9 классов «со званием отличника», в декабре 1941 года пошёл работать электромонтёром на завод № 37 имени Орджоникидзе.
В 1943 году Н. Н. Красовский подал заявление о поступлении на металлургический факультет Уральского индустриального института имени С. М. Кирова, к 15 февраля 1944 года сдал экстерном программу за 10 класс школы (чтобы завершить оформление документов в институте), и в 1949 году окончил институт.
Сразу после окончания института Н. Н. Красовский был приглашен на институтскую кафедру высшей математики на должность ассистента, и начал преподавать.
В декабре 1953 года защитил кандидатскую диссертацию на тему «Об устойчивости движения при любых начальных возмущениях» и стал кандидатом физико-математических наук, следом получил научное звание «доцент».
В 1954 году Красовский был принят в члены КПСС.
1 сентября 1955 года Н. Красовский был принят в докторантуру Института механики АН СССР, где его научным руководителем был член-корреспондент АН СССР Н. Г. Четаев. 15 сентября 1958 года получил степень доктора физико-математических наук, а 27 июня 1958 года — учёное звание «профессор».
1 июля 1958 Н. Н. Красовский получил должность заведующего кафедрой высшей математики УПИ (своей альма-матер). В 1958 году он также стал работать совместителем в Уральском государственном университете (УрГУ).
1 февраля 1959 года Н. Н. Красовский перешёл на основную работу в УрГУ, а в УПИ остался совместителем.
В 1959—1960 годах заведовал кафедрой теоретической механики УрГУ, в 1961—1963 годах — созданной по его инициативе кафедрой вычислительной математики.
В 1964 году Н. Н. Красовский избран членом-корреспондентом Академии наук СССР.
В 1965—1970 годах заведовал кафедрой прикладной математики УрГУ.
В 1968 году Н. Н. Красовский был избран действительным членом АН СССР.
С 1970 по 1977 год Н. Н. Красовский работал в должности директора Института математики и механики (ИММ), организованного на базе Свердловского отделения Математического института им. В. А. Стеклова. (В дальнейшем ИММ вошёл в Уральский научный центр АН СССР, ныне Уральское отделение РАН.)
В 1986 году Н. Н. Красовский получил должность заведующего кафедрой теоретической механики УрГУ.
В 80-х годах академик Красовский занимался компьютеризацией школ и вузов Свердловской области. По его инициативе в 1987 году была принята Областная целевая программа по компьютерному образованию, в рамках которой на базе Института математики и механики УНЦ АН СССР, Уральского политехнического института, Уральского государственного университета были подготовлены сотни преподавателей, и были созданы компьютерные центры для обучения школьников, в которых прошли обучение тысячи учеников.
В 1988 году академики Красовский и Ершов выступили инициаторами первой Всероссийской олимпиады школьников по информатике.

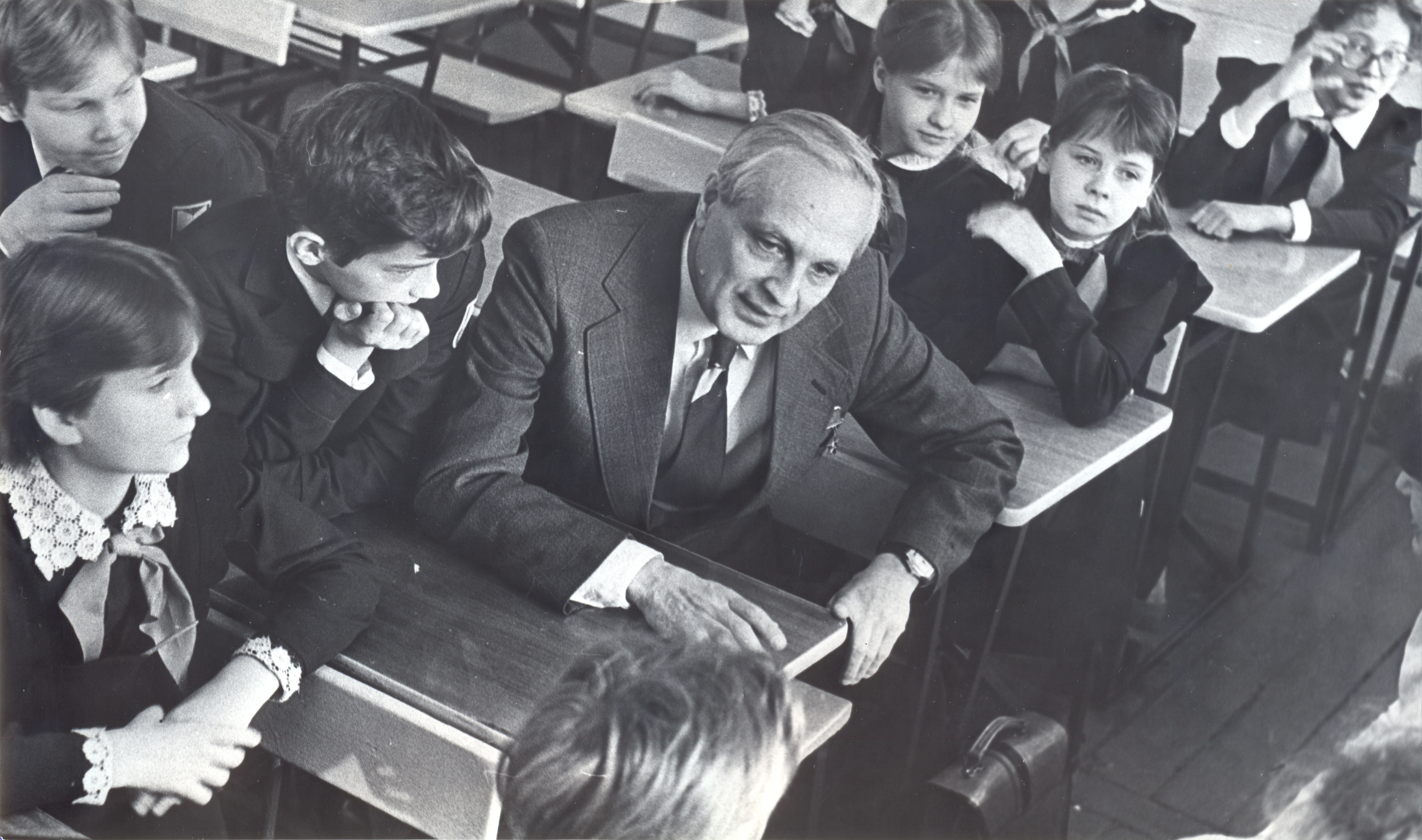
Н. Н. Красовский с пионерами

С 2004 года Красовский был научным руководителем Уральской компьютерной школы (УКШ), предназначенной для подготовки школьников Свердловской области к участию в олимпиадах по информатике вплоть до международного уровня.
Н. Н. Красовский cкончался 4 апреля 2012 года, похоронен на Широкореченском кладбище на аллее Почётных граждан города.
За выдающийся вклад в школьное образование в области информатики в 2013 году в честь учёного была учреждена премия имени Красовского для школьников до 14 лет, набравших наибольшее количество баллов на Всероссийских олимпиадах школьников по информатике.
Н. Н. Красовский был членом Президиума РАН, входил в бюро Отделения механики и процессов управления АН СССР, был членом Президиума Национального комитета по теоретической и прикладной механике, входил в редколлегии авторитетных научных изданий.
Николай Красовский занимался спортом, увлекался легкой атлетикой, участвовал в соревнованиях. Он выступал за сборную УПИ, в составе команды побеждал в эстафете на приз газеты «Уральский рабочий», был чемпионом города Свердловская в беге на 100 м и на 200 м.

## Научная деятельность
Область научных интересов Н. Н. Красовского — математическая теория управления.
Будучи учеником Е. А. Барбашина, И. Г. Малкина и Н. Г. Четаева, Красовский занимался теоремами Ляпунова в теории устойчивости движения. В этой области он развил работы Е. А. Барбашина, И. Г. Малкина, Х. Л. Массеры, К. П. Персидского, Н. Г. Четаева. Он решил проблему обращения теорем о неустойчивости A. M. Ляпунова и Н. Г. Четаева.
К концу 1950-х он разработал собственную теорию устойчивости для систем с последействием и опубликовал результаты в 1959 году в монографии «Некоторые задачи теории устойчивости движения».
Н. Н. Красовский опубликовал работы по наблюдению в обыкновенных, наследственных, стохастических, игровых динамических системах, по теории дифференциальных игр.
Н. Н. Красовский также является одним из создателей теории оптимального управления, его работы в этой области получили международное признание в начале 1960-х.
В конце 1950-х и 1960-е Н. Красовский работал в области теории стабилизации динамических систем. На основе своих исследований 50-60-х годов он опубликовал в 1968 году монографию «Теория управления движением».
Красовский также разрабатывал математический аппарат для решения проблем гарантированного управления в условиях динамических и информационных помех. Он работал над теорией дифференциальных игр, в рамках которой формализуются задачи гарантированного управления. Для однотипных управляемых объектов он предложил метод экстремального прицеливания на границу множеств достижимости, что позволило свести задачу построения разрешающих позиционных стратегий к решению вспомогательных задач программного управления. Этот метод он изложил в монографии «Игровые задачи о встрече движений», опубликованной в 1970 году.
В дальнейшем Красовский работал над теорией дифференциальных игр, и в 1974 году совместно с А. И. Субботиным опубликовал монографию «позиционные дифференциальные игры».
В 1980-х Н. Н. Красовский занимался стохастическим программным синтезом с применением обратной связи для задачи управления динамическими системами.
В 1990-х он работал над задачами конфликтного управления с оптимизацией функционалов комбинированного типа, учитывая как текущее, так и прошлые состояния управляемого объекта. Результаты своей работы, совместной со своим сыном А. Н. Красовским, были ими опубликованы в 1996 году в монографии «Control under Lack of Information».
Среди его учеников академики: Ю. С. Осипов, А. Б. Куржанский, А. И. Субботин, А. В. Кряжимский, Н. Ю. Лукоянов, члены-корреспонденты РАН А. Г. Ченцов, В. Е. Третьяков, В. Н. Ушаков, Н. Н. Субботина и др., доктора наук Ф. М. Кириллова, Р. Ф. Габасов и др..

## Основные работы
Н. Н. Красовский является автором более 250 научных публикаций, 6 из них — монографии.
- Некоторые задачи теории устойчивости движения. — М., 1959.
  - Пер. на англ.: Stanford, CA: Stanford University Press, 1963.
- Лекции по теории управления. — Свердловск, 1967—1972.
  - Лекции по теории управления. — Ч. 1. Программное управление линейными системами. — Свердловск, 1967.
  - Лекции по теории управления. — Ч. 2. Обобщенное программное управление линейными системами. — Свердловск, 1968.
  - Лекции по теории управления. — Ч. 3. Дифференциальные игры. — Свердловск, 1970.
  - Лекции по теории управления. — Ч. 4. Основная игровая задача наведения; Поглощение цели; Экстремальная стратегия. — Свердловск, 1972.
- Теория управления движением. — М., 1968.
- Игровые задачи о встрече движений. — М., 1972.
- Красовский Н. Н. Позиционные дифференциальные игры. / Н. Н. Красовский, А. И. Субботин. — М., 1974.
  - Game-theoretical control problems. / N. N. Krasovskii, A. I. Subbotin. — N. Y.: Springer, 1988. — XI, 517 p. — ISBN 978-1-4612-8318-8.
- Управление динамической системой. — М., 1985.
- Красовский Н. Н. Задачи управления с гарантированным результатом. / Н. Н. Красовский, В. Е. Третьяков — Свердловск, 1986.
- Control under Lack of Information. / N. N. Krasovskii, A. N. Krasovskii. — Birkhauser: Springer, 1995. — DOI: 10.1007/978-1-4612-2568-3.

## Награды и премии

### Государственные
- Орден Трудового Красного Знамени (1961)[5][13].
- Орден Ленина (1967)[14].
- Герой Социалистического Труда[7] (звание присвоено 06.09.1974) — «за выдающиеся заслуги в развитии советской науки, подготовку научных кадров и в связи с пятидесятилетием со дня рождения»[15].
- Орден Ленина (1974)[5].
- Орден Октябрьской Революции (1984)[5].
- Орден «За заслуги перед Отечеством» III степени (1999) — «за большой вклад в развитие отечественной науки, подготовку высококвалифицированных кадров и в связи с 275-летием Российской академии наук»[16].
- Орден «За заслуги перед Отечеством» II степени (2004)[17].
- Ленинская премия (1976)[5][7] — за цикл работ по математической теории управления (совместно с Н. Н. Красовским премию получили также А. Б. Куржанский, Ю. С. Осипов, А. И. Субботин, впоследствии также ставшие академиками АН СССР)[источник не указан 214 дней]
- Государственная премия СССР (1984)[5][7]

### Региональные
- Знак отличия «За заслуги перед Свердловской областью» III степени (12 сентября 2007 года)[18]
- Почётный гражданин Свердловска (1987)[6]
- Почётный гражданин Екатеринбурга (1995)[5][11][19]
- Почётный гражданин Свердловской области (2009)[13][11]

### Научные и общественные награды и звания
- Премия первой степени Ученого совета Уральского государственного университета за лучшую научную работу (1959)[5].
- Медаль общества «Знание» имени С. И. Вавилова (1984)[5]
- Премия первой степени Ученого совета Уральского государственного университета за лучшую научную работу (1987)[5].
- Почётный доктор Honoris causa Венгерской Академии Наук[7]
  - Иностранный член Академии наук Венгрии (1988)[5][8]
- Золотая медаль имени А. М. Ляпунова РАН (1992)[5][7][12]
- Почётный доктор УГТУ-УПИ (1994)[5]
- Почётный доктор УрГУ (1996)[5]
- Большая золотая медаль имени М. В. Ломоносова РАН (1996)[5][7][6]
- Демидовская премия в области физико-математических наук (1996)[5][7][12]
- Премия «Триумф» президиума РАН (2001)[5][7][6]
- Золотая медаль имени академика С. В. Вонсовского Уральского отделения РАН (2003)[5][7][8]
- Премия Control Systems Award[англ.] Института инженеров по электротехнике и радиоэлектронике (IEEE) (2003)[5][7][20]
- Лауреат премии Фонда содействия отечественной науке в номинации «Выдающиеся учёные» (2006)[источник не указан 214 дней]

## Семья
Супруга Нина Андреевна Красовская (до замужества Тито́ва, 1926—2010) — инженер-механик, также занималась любительским спортом, выступала в соревнованиях по бегу на средние дистанции.
Сын Николай Николаевич Красовский (1949—2020) — врач-гинеколог.
Сын Андрей (род. 1953) — учёный-механик, доктор физико-математических наук, профессор. Интересуется спортом, организатор шахматных событий
Внучка Анна Николаевна Котельникова (до замужества Красо́вская, род. 1972) — кандидат физико-математических наук (2005, научный руководитель — профессор А. Ф. Клейменов).
Внучка Татьяна Николаевна Тарасевич (до замужества Красо́вская, род. 1977) — кандидат медицинских наук (2006, научные руководители — академик РАН В. А. Черешнев, профессор Х. Т. Абдулкеримов).
Внук Андрей Андреевич Красовский (род. 1981) — кандидат физико-математических наук (2008, научный руководитель — профессор А. М. Тарасьев).
Внук Николай Андреевич Красовский (род. 1984) — кандидат физико-математических наук (2015, научный руководитель — профессор А. М. Тарасьев), мастер спорта России по легкой атлетике, член сборной университета (2004, дистанция 400 м).
Внук Николай Николаевич Красовский (род. 1986) — окончил исторический факультет УрГУ (2008).